# Ragni Hestad
Ragni Aud Hestad (Bergen, 5 de septiembre de 1968) es una deportista noruega que compitió en voleibol, en la modalidad de playa. Ganó una medalla de plata en el Campeonato Europeo de Vóley Playa de 1995.

## Palmarés internacional
| Campeonato Europeo | Campeonato Europeo             | Campeonato Europeo | Campeonato Europeo |
| Año                | Lugar                          | Medalla            | Pareja             |
| ------------------ | ------------------------------ | ------------------ | ------------------ |
| 1995               | Saint-Quay-Portrieux (Francia) | Medalla de plata   | Merita Berntsen    |